# Krasny Kut
Krasny Kut (russisch Красный Кут) ist eine Stadt in der Oblast Saratow (Russland) mit 14.416 Einwohnern (Stand 14. Oktober 2010).

## Geografie
Die Stadt liegt etwa 120 km südöstlich der Oblasthauptstadt Saratow am Jeruslan, einem linken Nebenfluss der Wolga.
Krasny Kut ist Verwaltungszentrum des gleichnamigen Rajons.
Die Stadt liegt an der Eisenbahnstrecke Saratow–Astrachan, von der hier eine Zweigstrecke über Nowousensk nach Alexandrow Gai abzweigt.

## Geschichte
Krasny Kut wurde 1837 von Umsiedlern aus dem Gouvernement Charkow gegründet. Der Ortsname steht im südrussischen Dialekt für schöne Ecke. 1966 erhielt der Ort das Stadtrecht.

### Bevölkerungsentwicklung
| Jahr | Einwohner |
| ---- | --------- |
| 1939 | 12.716    |
| 1959 | 14.805    |
| 1970 | 17.087    |
| 1979 | 16.822    |
| 1989 | 17.495    |
| 2002 | 15.334    |
| 2010 | 14.416    |

Anmerkung: Volkszählungsdaten

## Kultur, Bildung und Sehenswürdigkeiten
In der Stadt ist  die Dreifaltigkeitskirche (Троицкая церковь/ Troizkaja zerkow) aus dem 19. Jahrhundert erhalten.
Am 7. August 1961 landete im Rajon Krasny Kut der Kosmonaut German Titow, nachdem er mit dem  Raumschiff Wostok 2 den zweiten orbitalen Raumflug der Geschichte durchgeführt hatte. An dieser Stelle steht heute ein Obelisk.
In Krasny Kut befindet sich eine zivile Fliegerschule, zu der ein Flugplatz gehört.

## Wirtschaft
Krasny Kut ist Zentrum eines Landwirtschaftsgebietes; es überwiegen Betriebe der Lebensmittelindustrie, daneben gibt es Eisenbahnwerkstätten.

## Söhne und Töchter der Stadt
- Semjon Iljitsch Charlamow (1921–1990), Generaloberst